# Ornithodoros grenieri
Ornithodoros grenieri är en fästingart som beskrevs av Klein 1965. Ornithodoros grenieri ingår i släktet Ornithodoros och familjen mjuka fästingar.
Artens utbredningsområde är Madagaskar. Inga underarter finns listade i Catalogue of Life.